# وینستون-سیلم
وینستون-سِیلم یکی از شهرهای بزرگ ایالت کارولینای شمالی آمریکاست. وینستون-سِیلم چهارمین شهر پرجمعیت کارولینای شمالی است.

## مراکز دانشگاهی
- دانشگاه ویک فارست